# Cicurina venii
Cicurina venii é uma espécie rara de aranha não venenosa relatada pela primeira vez no ano de 1980.